# Leonid Brézhnev en los sellos postales

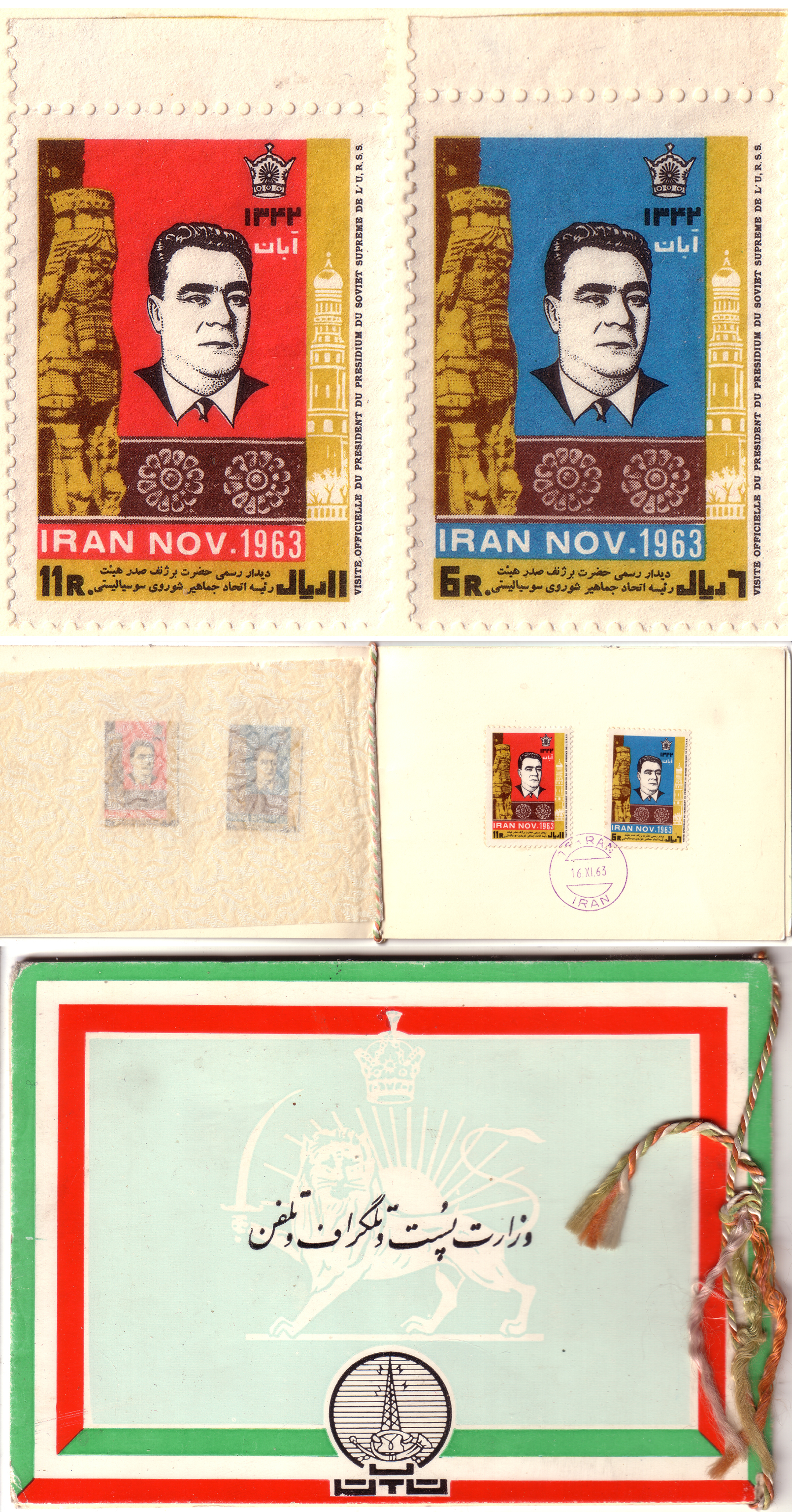
Primera emisión de los sellos sobre L. Brézhnev. Irán, 1963

Leonid Brézhnev en los sellos postales es una temática del coleccionismo filatélico relacionado con Brézhnev (1907-1982).
La temática filatélica de “Brézhnev” comprende los materiales filatélicos de L. Brézhnev, citas, referencias a su nombre, visitas, trabajos literarios, toponimias, donde, vivió, trabajó o estuvo.

## Grandes emisiones soviéticas
Como en el caso de las emisiones de Stalin, el departamento postal soviético alteraba la tradición original prevalente en la URSS de no emitir sellos postales de líderes vivientes. En 1977, el Secretario General del Comité Central del Partido Comunista de la Unión Soviética era ilustrado en la hoja bloque, publicado en conexión con la adopción de una constitución nueva de la URSS. En 1981 el retrato de Brezhnev apareció junto a Indira Gandhi.

## Algunas еmisiones extranjeras
- Sin embargo, el primer sello fue emitido fuera de la URSS, en Irán de 1963.
- RDA (1972): Leonid Brézhnev y Erich Honecker. En alemán dice: “Amistad Germano-Soviética - la hermandad de corazón y en los hechos” (Michel #1449; Scott #1375).

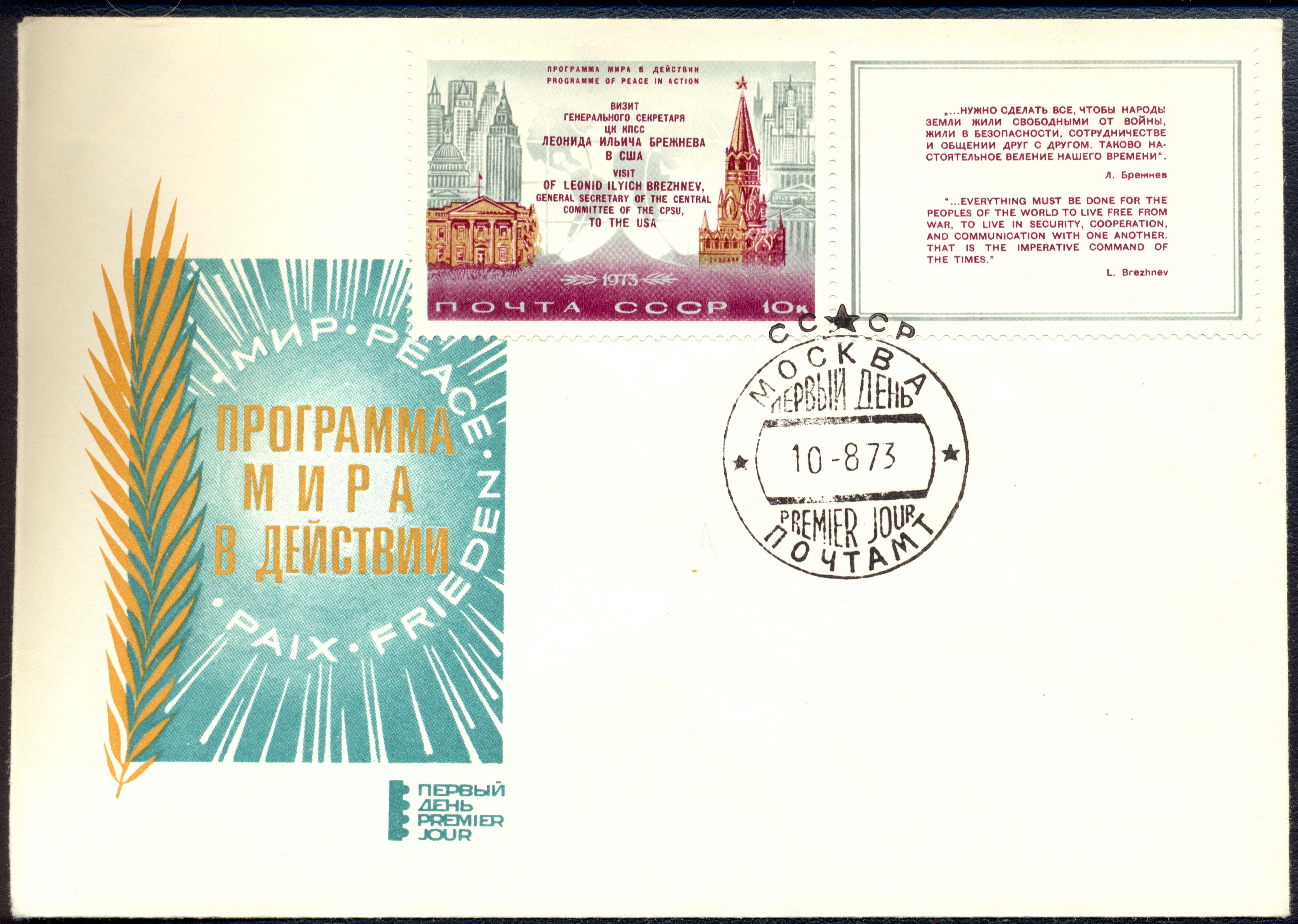
Visita de Brézhnev a EE. UU. URSS, Sobre Primer Día, 1973
Brezhnev e Indira Gandhi. URSS, hoja bloque, 1981